# Automobil- und Motorradbau
Die Automobil- und Motorradbau AG, abgekürzt AMBAG, war ein kurzlebiges deutsches Unternehmen zur Herstellung von und zum Handel mit Automobilen und Motorrädern mit Sitz in Berlin-Steglitz, Kniephofstraße 64.

## Unternehmensgeschichte
Das Unternehmen wurde im März 1923 von Kaufmann Kurt Herrmann, Otto Gandre, Werner Lange, Heinrich Emmerichs und dem Zahnarzt R. M. Hocotz gegründet. Unternehmenszweck waren Herstellung, An- und Verkauf von Kraftfahrzeugen und Kraftfahrrädern und aller sonstigen einschlägigen Artikel. Das Aktienkapital betrug bei der Gründung 6 Millionen Mark und wurde bereits zwei Monate später – wahrscheinlich rein inflationsbedingt – auf 20 Millionen Mark erhöht.
Die unternehmenseigene Fahrzeug-Herstellung soll bereits im Gründungsjahr wieder eingestellt worden sein. Das weitere Schicksal des Unternehmens ist ungewiss, es ist noch in der Ausgabe 1925 des auf amtlichen Unterlagen basierenden Handbuchs der deutschen Aktiengesellschaften verzeichnet – der Redaktion des Handbuchs lagen folglich bis Oktober 1925 keine Informationen über einen Konkurs oder eine Liquidation vor, jedoch auch nicht über die gesetzlich notwendige Kapitalumstellung auf die 1924 eingeführte Reichsmark-Währung. In den Berliner Adressbüchern der Jahrgänge 1923, 1924 und 1925 ist das Unternehmen gar nicht aufgeführt, im Mehrfamilienwohnhaus Kniephofstraße 64 lediglich ein Mieter K. Herrmann mit der Berufsangabe Bankbeamter, der wohl mit dem Mitbegründer und Vorstand Kurt Herrmann identisch sein dürfte. Ob das Unternehmen überhaupt seine Gründungsphase überlebt und eine nennenswerte Produktion erreicht hat, erscheint unter diesen Umständen zweifelhaft.

## Fahrzeuge
Bei den 1923 unter der Marke AMBAG angebotenen Automobilen handelte es sich um Kleinwagen. Die Motorräder erhielten einen Einzylinder-Viertaktmotor von Gruhn mit 155 cm³ Hubraum.